# Bevel (Nijlen)
Bevel is een deelgemeente van de gemeente Nijlen in de Belgische provincie Antwerpen (arrondissement Mechelen). Bevel was een zelfstandige gemeente tot aan de gemeentelijke herindeling van 1977.

## Geschiedenis
In de omgeving van Bevel werden Romeinse voorwerpen aangetroffen zoals een schaal van terra sigillata in een Romeinse waterput. In de 13e eeuw werd Bevel vermeld als Beverle.
Mogelijk al sinds 1212 behoorde Bevel tot de Bijvang van Lier. Het was de moederparochie van Kessel en Nijlen en bezat waarschijnlijk een der oudste kerkjes in deze omgeving. Tijdens de godsdiensttwisten, met name in 1580-1586 toen er gevochten werd om Lier, werd Bevel verwoest en tijdelijk ontvolkt.
In 1801 werd Bevel een zelfstandige gemeente en bleef dat tot einde 1976, op 1 januari 1977 werd het bij de fusiegemeente Nijlen gevoegd.

## Bezienswaardigheden
- Het Kasteel Steynehof
- De Kruiskensberg
- De Onze-Lieve-Vrouw-Tenhemelopgenomenkerk

## Natuur en landschap
Bevel ligt in de Kempen op een hoogte van 5-15 meter. De zuidgrens wordt gevormd door de Grote Nete. In het oosten vindt men een bosrijk gebied met het kasteeldomein Steynehof met aansluitend de Kruiskensberg die betrekkelijk steil naar het Nete-dal afloopt.

## Activiteiten en evenementen
Alle lokale activiteiten en evenementen uit Bevel worden weergegeven op Bevel-leeft.be. #bevelleeft is een lokaal initiatief dat mensen probeert samen te brengen en zo alle mooie plekjes uit Bevel in de kijker wil zetten. 

## Demografische ontwikkeling
- Bronnen:NIS, Opm:1806 tot en met 1970=volkstellingen; 1976 = inwoneraantal op 31 december

## Bekende inwoners
Bekende personen die in Bevel opgroeiden of er wonen:
- Björn Leukemans, wielrenner
- Nick Nuyens, wielrenner
- Kris Op de Beeck, abt van de Abdij van Keizersberg
- Lucas Van den Eynde, acteur
- Yves De Winter, voetballer
- Jef Lieckens, wielrenner
- Marthe Truyen, wielrenster

## Nabijgelegen kernen
Nijlen, Kessel, Herenthout
Deelgemeenten: Bevel · Kessel · Nijlen

Deelwijken: Bevel Heikant · Boshoek (Nijlen) · Kessel Station · Kesselse Heide · Kruiskensberg · Lillo (Nijlen)

Belgische gemeenten · Arrondissement Mechelen · Antwerpen · Vlaanderen